# Karel Fialka
Karel Francis Fialka es un cantautor británico.
Nació en Bengala, India, de padre escocés y madre checoslovaca. Fialka tuvo un éxito en el top ten de la UK Singles Chart, en 1987, con el sencillo "Hey, Matthew", después de tener un sencillo de menor éxito en 1980, con "The Eyes Have It" en Blueprint Records.

## Discografía

### Álbumes
- 1980: Still Life
- 1988: Human Animal

## Singles
- 1980: "The Eyes Have It"
- 1980: "File In Forget"
- 1980: "Armband"
- 1984: "Eat, Drink, Dance, Relax"
- 1987: "Hey, Matthew"/"The Things I Saw" [UK #9]
- 1988: "Eat, Drink, Dance, Relax (Remix)"